# 上野歩
上野 歩（うえの あゆむ、男性、1962年5月27日 - ）は、日本の小説家である。

## 略歴
東京都墨田区出身、専修大学文学部国文学科卒業。テレビ情報誌、玩具業界誌の記者、環境コンサルタント会社勤務を経て、1994年に『恋人といっしょになるでしょう』で第7回小説すばる新人賞を受賞して作家デビュー。1995年〜1998年、2003年〜2006年には母校の専修大学で非常勤講師を務めている。

## 人物概要
東京の下町生まれの下町育ちである。生家は家内工業のプラスチック成形加工所。
大学時代、サークル（文学研究会）の後輩が、居酒屋の店頭にある七夕の笹飾りに「群像新人文学賞をとれますように」という短冊を付けている横で、「ノーベル文学賞をとれますように」という短冊を付けたことで、なんとか作家になれたとうそぶいている。また、卒業論文の提出が締め切りに3分間遅れ、大学卒業単位を取得できず留年している。この経験は、『愛は午後』のモチーフになっている。
中学生時代、叔父（母の弟で、4人の女性と結婚している）に初めてビールを飲ませられ、「高校時代にはすっかりイケル口になっていた。」と『上野歩の書き方コラム一筆一歩』に書いている。
2001年を最後に2011年まで小説の刊行がない。「小説すばる」の巻末エッセイ「カーテンコール」に「実は長いこと冬眠状態でいました。自分がどういう小説を書いたらいいのか分からなくなっていたのです。エゴサーチしてみると〔上野歩って、10年くらい小説の新作がなかった時期があるらしい。〕なんてツイートが見つかります。その間、さまざまな分野のプロフェッショナルに会いました。皆さん、自らの職業に誇りと気概を持っていて、僕に“仕事”をテーマとする小説を書くことを教えてくれたのです。」と記述している。
「週刊エコノミスト」のワイドインタビュー「問答有用」では、この間「自費出版の会社でアマチュア作家に添削したりアドバイスしたりする仕事」をしていたと語っている。

## 著書リスト

### 小説
- 恋人といっしょになるでしょう（1994年 集英社） 
  - 初出：『小説すばる』1994年12月号
- チャコールグレイ（1995年 集英社）
- 朝陽のようにそっと（1998年 集英社）
- 愛は午後（2001年 文芸社）
- 鳴物師 音無ゆかり 事件ファイル  （2011年 文芸社 / 2017年　 文芸社文庫NEO『鳴物師 音無ゆかり 依頼人の言霊』に改題）
- 削り屋（2015年 小学館文庫）
- わたし、型屋の社長になります（2015年 小学館文庫）
- 墨田区吾嬬町発ブラックホール行き（2016年 小学館）
- 探偵太宰治（2017年  文芸社文庫NEO）
- キリの理容室（2018年 講談社/ 2021年 講談社文庫） 第52回夏休みの本（緑陰図書）高等学校部門選定、第17回髪っぴー大賞受賞
- 就職先はネジ屋です（2019年 小学館文庫）
- 市役所なのにココまでするの!?（2020年 双葉文庫）
  - 初出：「第一章　作業服」『小説推理』2020年２月号「市役所工場」改題
- 鋳物屋なんでもつくれます（2020年 小学館文庫）
  - 初出：第一章～第四章『きらら』2019年11月号～2020年８月号
- 労働Gメンが来る！（2021年  光文社文庫）
- 天職にします！（2021年 光文社文庫）
- 料理道具屋にようこそ（2022年 小学館文庫）
  - 初出：第一章～第三章『WEBきらら』2021年８月号～2022年１月号
- あなたの職場に斬り込みます！（2022年 光文社文庫）
- お菓子の船（2023年 講談社）全国学校図書館協議会選定図書
- 葬る（2023年  光文社文庫）
- ご近所トラブルシューター（2024年 光文社文庫）

### エッセイ
- ふれあい散歩 じんわりほのぼのエッセイ（2006年 郵研社）
  - 初出：『ふれあい散歩』（『郵政研究』2003年１月号～2005年11月号）
  - 初出：『オトコの買い物』（『フレンドリー』2001年8月号、10・11合併号、2002年1月号、3月号、6月号、8月号）

### 雑誌掲載作品
- 運動会屋（『小説すばる』2017年1月号）
- スポ婚 運動会屋（『小説すばる』2017年2月号）
- マミートラック 運動会屋（『小説すばる』2017年3月号）
- ラストフェスタ 運動会屋（『小説すばる』2017年10月号）
- アプトハーフマラソン 運動会屋（『小説すばる』2018年2月号）
- 乾杯 運動会屋（『小説すばる』2018年3月号）
- ひとつのメルヘン（『ジャーロ』No.79 2021 NOVEMBER）
- 九月物語（『ジャーロ』No.85 2022 NOVEMBER）